# 中国青年科学家奖
中国青年科学家奖是颁发给中国45岁以下青年科学家的奖项，由共青团中央、中国科学院、中国工程院、中华全国青年联合会主办，国家自然科学基金委员会协办，中国青年科技工作者协会、中国青少年发展基金会承办。该奖项于1992年创办，分为数理科学（含天文、力学）、化学、生命科学、地球科学、信息技术科学、技术科学、管理科学等奖项，另设有提名奖。

## 历届获奖者

### 第一届（1992年）
| 获奖者 - 数学：堵丁柱 - 物理学：张泽 - 天文学：卢炬甫 - 化学：赵玉芬 - 生命科学：盛承发 - 技术科学：谢和平 | 提名奖 - 数学：彭实戈 - 物理学：杨卫 - 化学：周其凤 - 生命科学：邓子新 - 地球科学：李乃胜 - 技术科学：曾烈光 - 管理科学：陈玉祥 |

### 第二届（1994年）
| 获奖者 - 数学：王诗宬 - 物理学：杨卫 - 天文学：武向平 - 化学：白春礼 - 生命科学：王志新、陈竺 - 地球科学：穆穆 - 技术科学：陈肇雄、郭雷 - 管理科学：陈玉祥 | 提名奖 - 数学：袁亚湘 - 物理学：王牧 - 天文学：武向平 - 生命科学：张爱民 - 地球科学：张毅刚 - 技术科学：朱明 - 管理科学：席酉民 |

### 第三届（1996年）
| 获奖者 - 数理科学：郑泉水、袁亚湘 - 化学：李静海 - 生命科学：樊代明、陈剑平、张亚平 - 地球科学：朱日祥 - 技术科学：卢柯、郑南宁、瞿金平 - 管理科学：席酉民 | 提名奖 - 数理科学：沈保根 - 生命科学：屈良鹄 - 地球科学：郑永飞 - 技术科学：樊建人 |

### 第四届（1998年）
| 获奖者 - 数理科学：张杰、张继平 - 化学：李灿 - 生命科学：张启发、郭亚军、王宪 - 地球科学：郑永飞 - 技术科学：魏炳波、周玉、杨义先 - 管理科学：唐小我 | 提名奖 - 数理科学：符松 - 化学：赵新生 - 生命科学：贺福初 - 地球科学：杨长春 - 技术科学：孙恒虎 - 管理科学：黄季焜 |

### 第五届（2002年）
| 获奖者 - 数理科学：佘振苏、赵刚 - 化学科学：谢毅 - 生命科学：贺福初、宋微波、蒋华良 - 地球科学：丁仲礼 - 技术科学：马伟明、陈左宁、许宁生 - 管理科学：黄季焜 | 提名奖 - 数理科学：李嘉禹 - 生命科学：冯明光 - 地球科学：邵明安 - 技术科学：李卫 - 管理科学：汪寿阳 |

### 第六届（2006年）
| 获奖者 - 数理科学：卢天健、潘建伟 - 化学科学：宗保宁 - 生命科学：王岩、曹雪涛、曾益新 - 地球科学：朱敏 - 技术科学：马军、许京军、翟婉明 | 提名奖 - 数理科学：陈志明 - 化学科学：江雷 - 生命科学：邹学校 - 地球科学：侯增谦 - 技术科学：王小云 - 管理科学：黄海军 |